# Gärtnershof

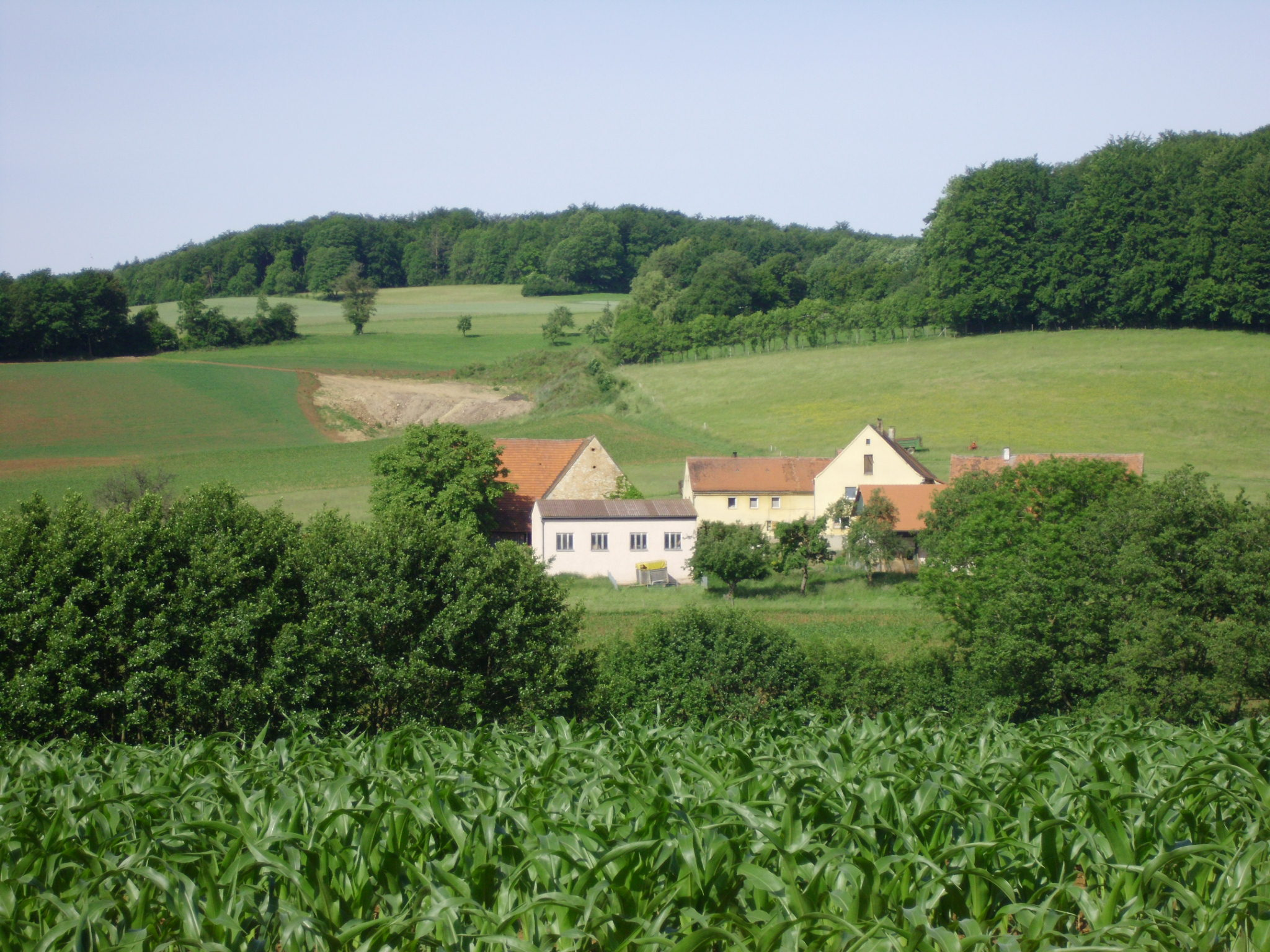
Gärtnershof

Gärtnershof ist ein Gemeindeteil des Marktes Heidenheim im Landkreis Weißenburg-Gunzenhausen (Mittelfranken, Bayern). Gärtnershof liegt in der Gemarkung Heidenheim.

## Lage
Die Einöde liegt in der Fränkischen Alb nordwestlich von Heidenheim. Östlich führt die Staatsstraße 2218 vorbei.

## Geschichte
Die Ansiedlung „Gärtnershof“ gehört zu einem Gebiet, das seit alters her Kyrsenloch/Kirschenlohe hieß und aus mehreren Einzelgehöften bestand (1732: Gärtnershof, Kirschenmühle, Kohlhof, Krämershof und Obelshof). Im 15. Jahrhundert hat der „Gertne(r) zu Kyrsenloch“ Abgaben an das Kloster Heidenheim als Grundherrn zu leisten. 1518 wird der Abgabenpflichtige als „Jorg Gertne(r) zu Kyrsenloch“ benannt. Nach der Säkularisation des Klosters (1537) untersteht der Gärtnershof dem brandenburgischen Klosterverwalteramt; 1616 ist er diesem Amt gült- und vogtbar. Nach dem Dreißigjährigen Krieg ist mit Johann Andreas Saugenfinger ein Exulant aus Oberösterreich Bauer auf dem Gärtnershof.
Bis zum Ende des Heiligen Römischen Reichs blieb der Gärtnershof beim Verwalteramt Heidenheim, die Vogtei und die hohe Fraisch lagen seit 1535 beim markgräflichen Oberamt Hohentrüdingen. Kirchlich war der Ort der evangelischen Pfarrei Heidenheim zugeordnet.
Die mit dem Markgrafentum Ansbach 1792 königlich-preußisch gewordene Einöde wurde infolge des Reichsdeputationshauptschlusses 1806 königlich-bayerisch. Als 1808 Steuerdistrikte gebildet wurden, kam der Gärtnershof mit mehreren anderen Einöden und Mühlen, die aus dem Besitz des ehemaligen Klosters Heidenheim dem markgräflichen Kloster-/Verwalteramt Heidenheim zinsbar waren, in den Steuerdistrikt Heidenheim im Landgericht Heidenheim. Zwei Jahre später wurde aus dem Steuerdistrikt die etwas verkleinerte Ruralgemeinde Heidenheim, der ebenfalls der Gärtnershof angehörte. Durch das Gemeindeedikt von 1818 wurde Heidenheim wieder im Umfang von 1808 eine Gemeinde im gleichnamigen Landgericht.
1833 bestand der Gärtnershof aus zwei Halbhöfen; der eine hatte 14,5 Hektar Ackerland, 2,4 Hektar Wiese und 5,2 Hektar Wald, der andere 11,9 Hektar Ackerland, 3,6 Hektar Wiese und 6,1 Hektar Wald. Um 1900 lebte kurzzeitig eine jüdische Familie auf dem Gärtnershof.

### Einwohnerzahlen
- 1818: 6 Einwohner[9]
- 1824: 13 Einwohner, 2 Gebäude[9]
- 1861: 14 Einwohner, 4 Gebäude[11]
- 1950: 25 Einwohner, 2 Gebäude[9]
- 1961: 14 Einwohner, 3 Wohngebäude[12]
- 1987: 7 Einwohner[13]
- 2014: 1 Einwohner, 2 Wohngebäude
- 2015: 3 Einwohner, 2 Wohngebäude Stallungen
- 2019: 4 Einwohner[1]